# إكسورة قرمزية
إكسورة قرمزية أو مسك الغابة أو نار الغابة (الاسم العلمي:Ixora coccinea) هي نوع من النباتات يتبع جنس الإكسورة من الفصيلة الفوية.

## معرض الصور

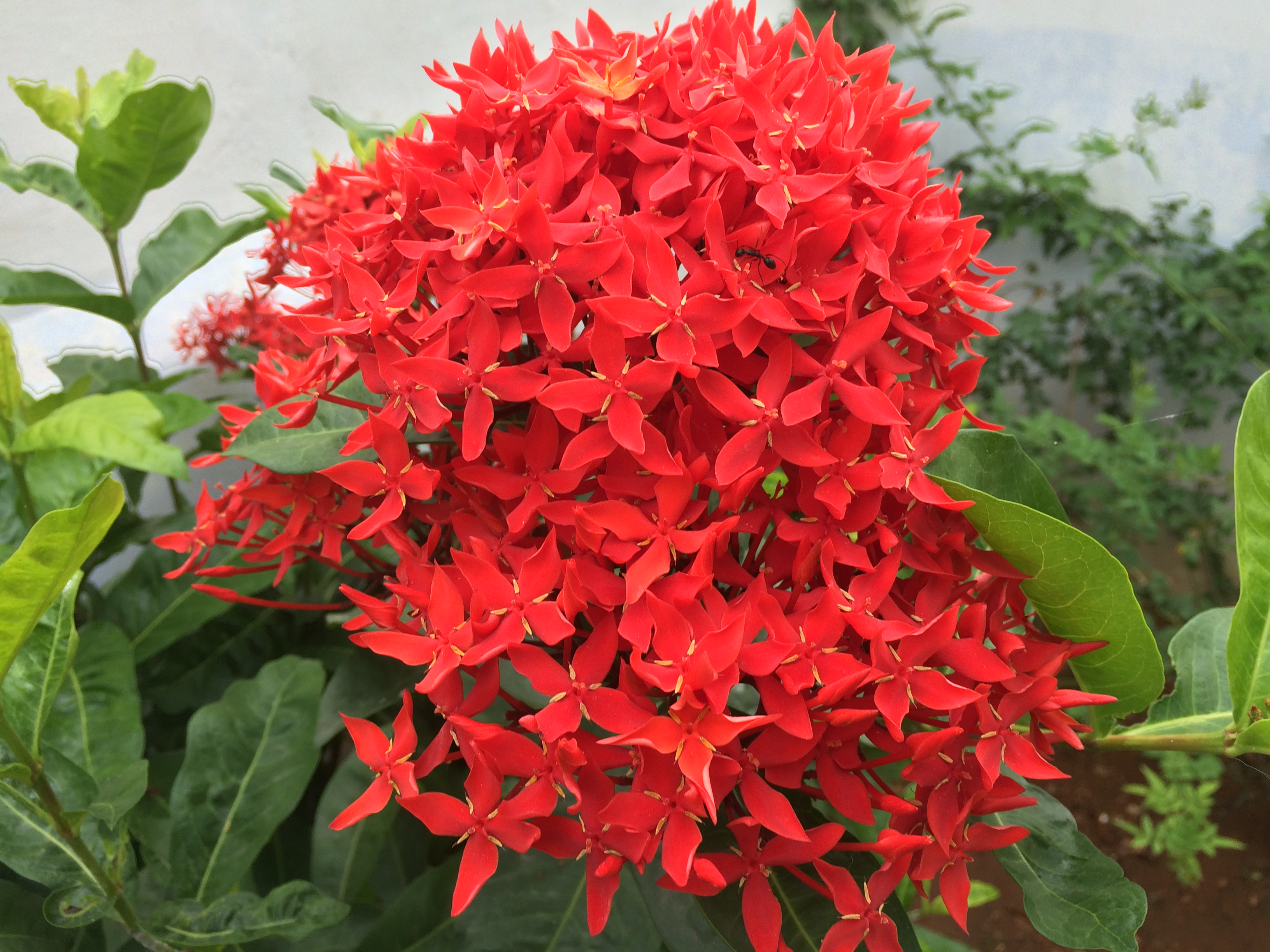
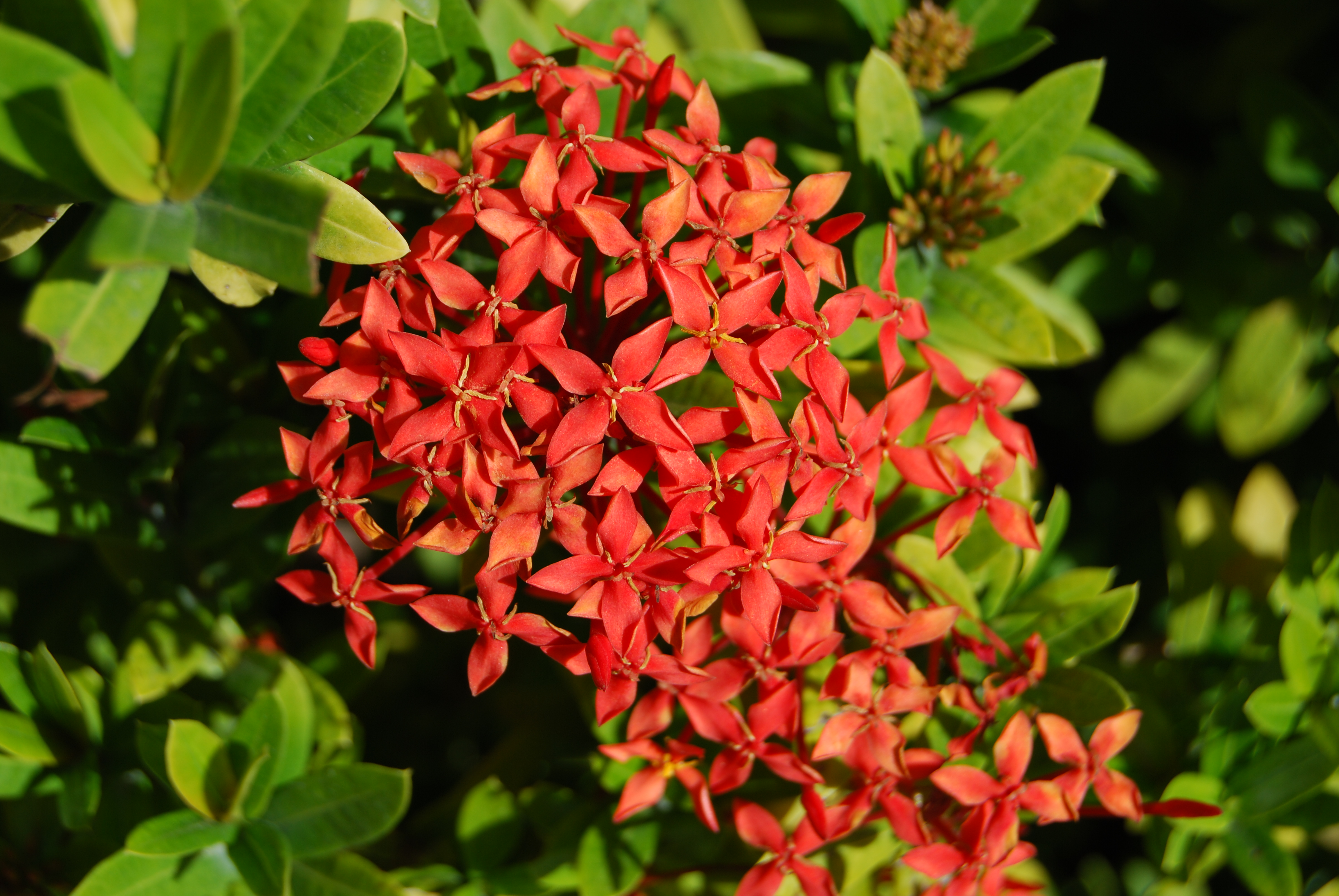
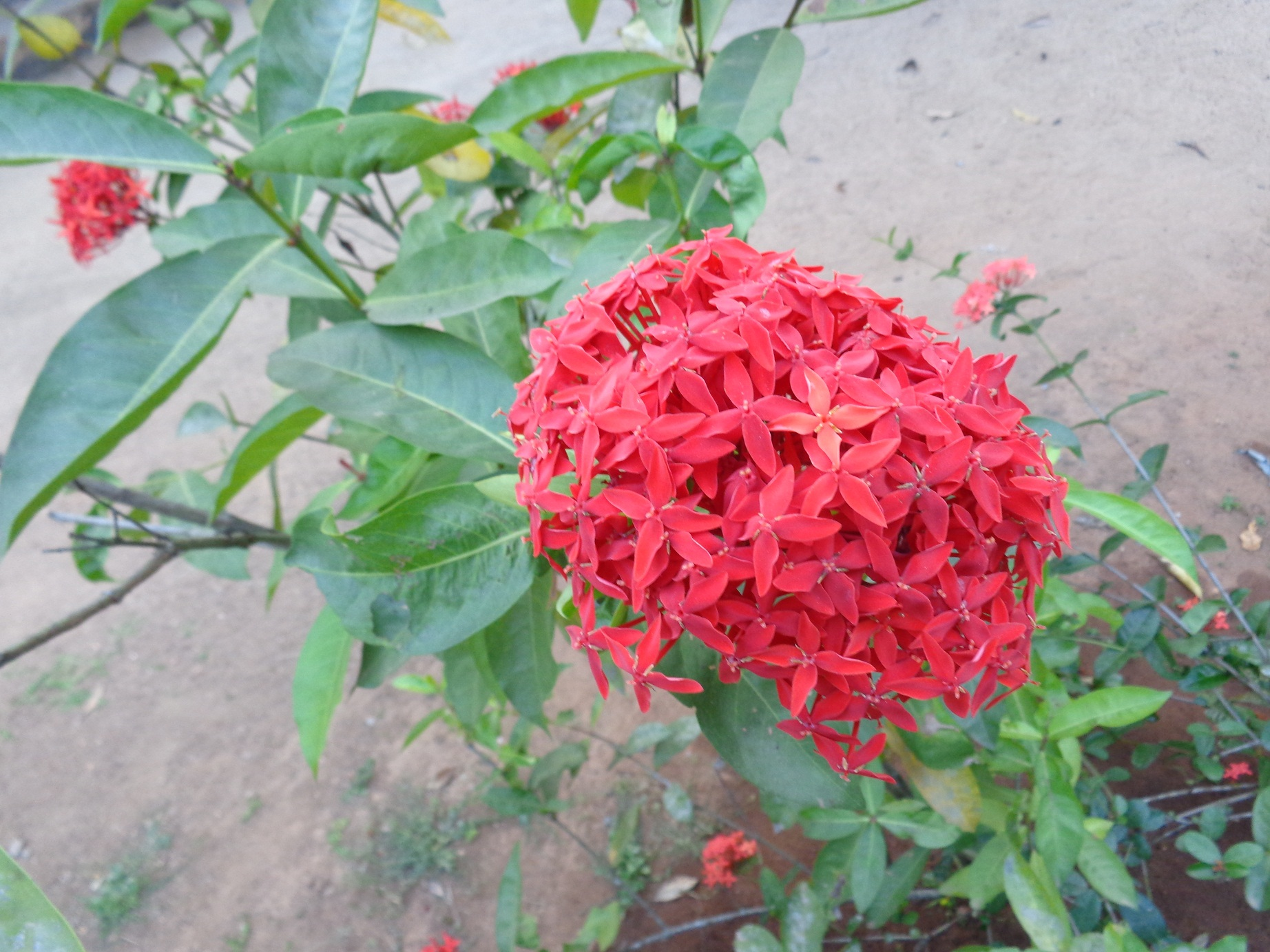
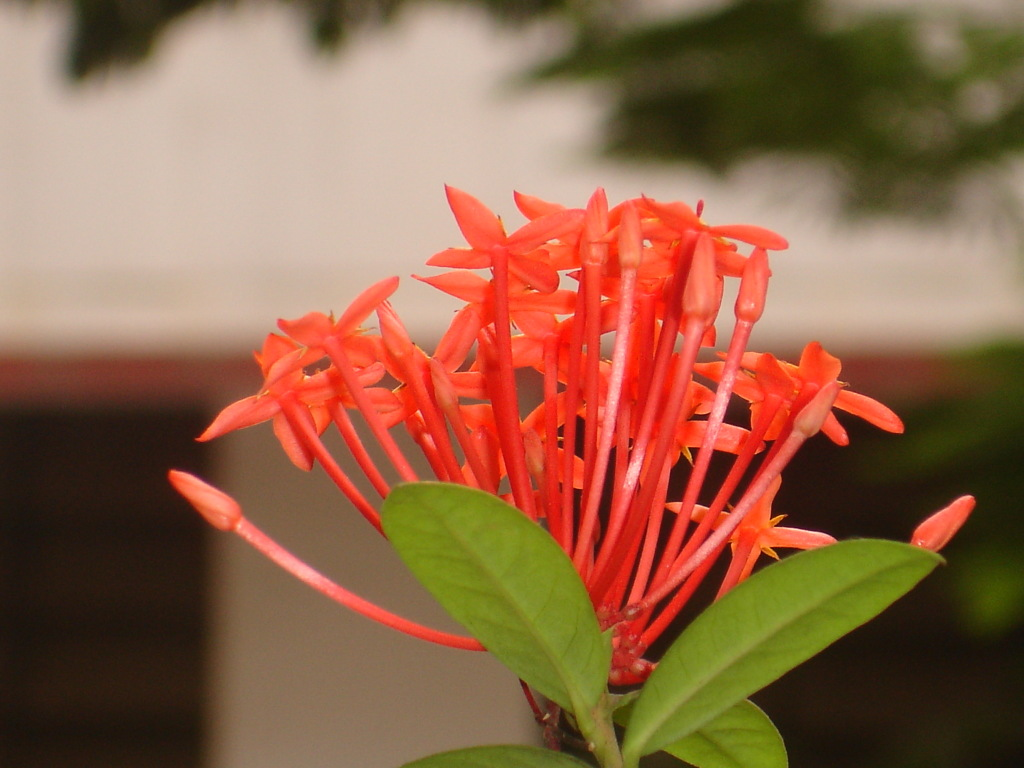
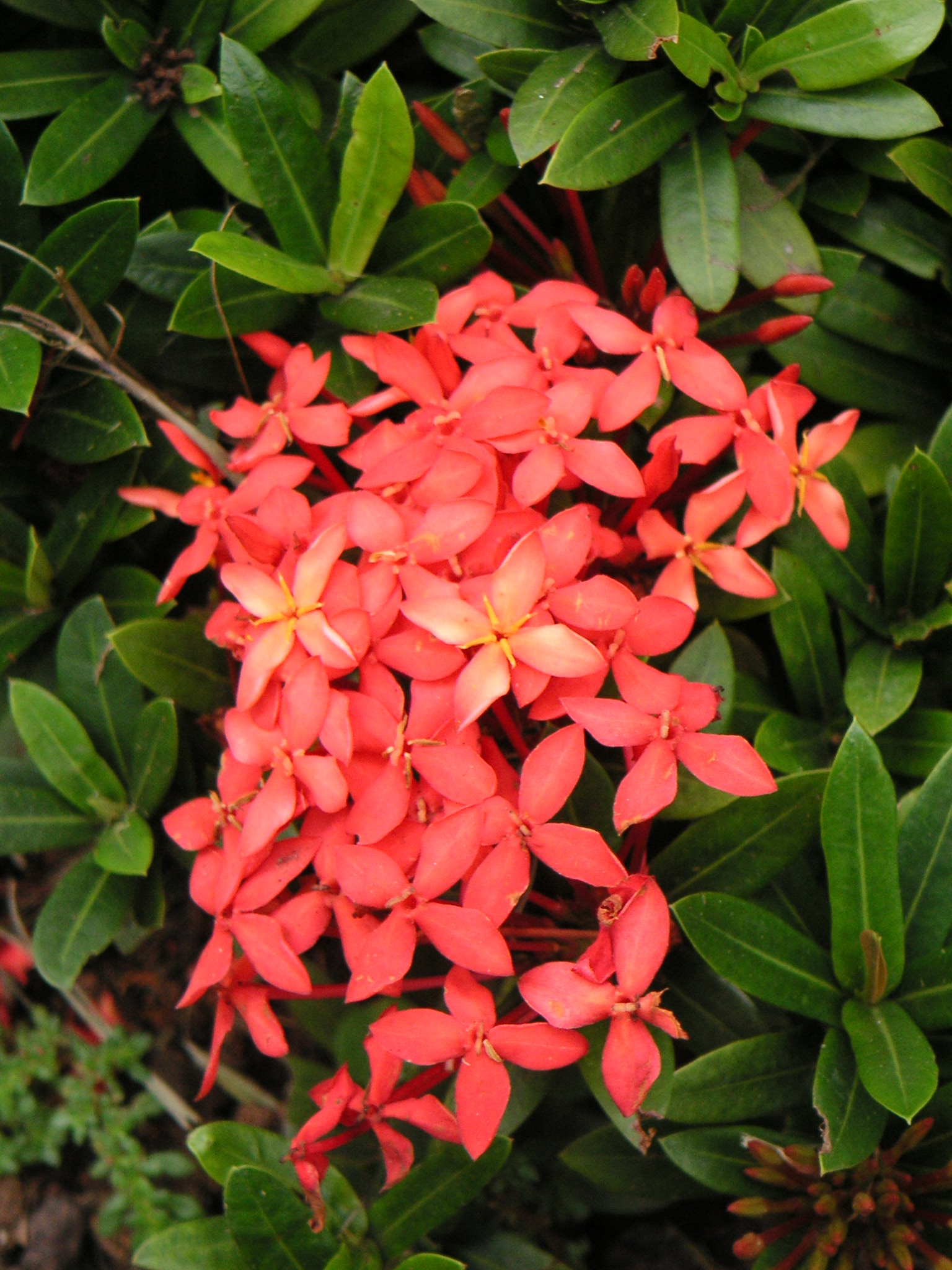
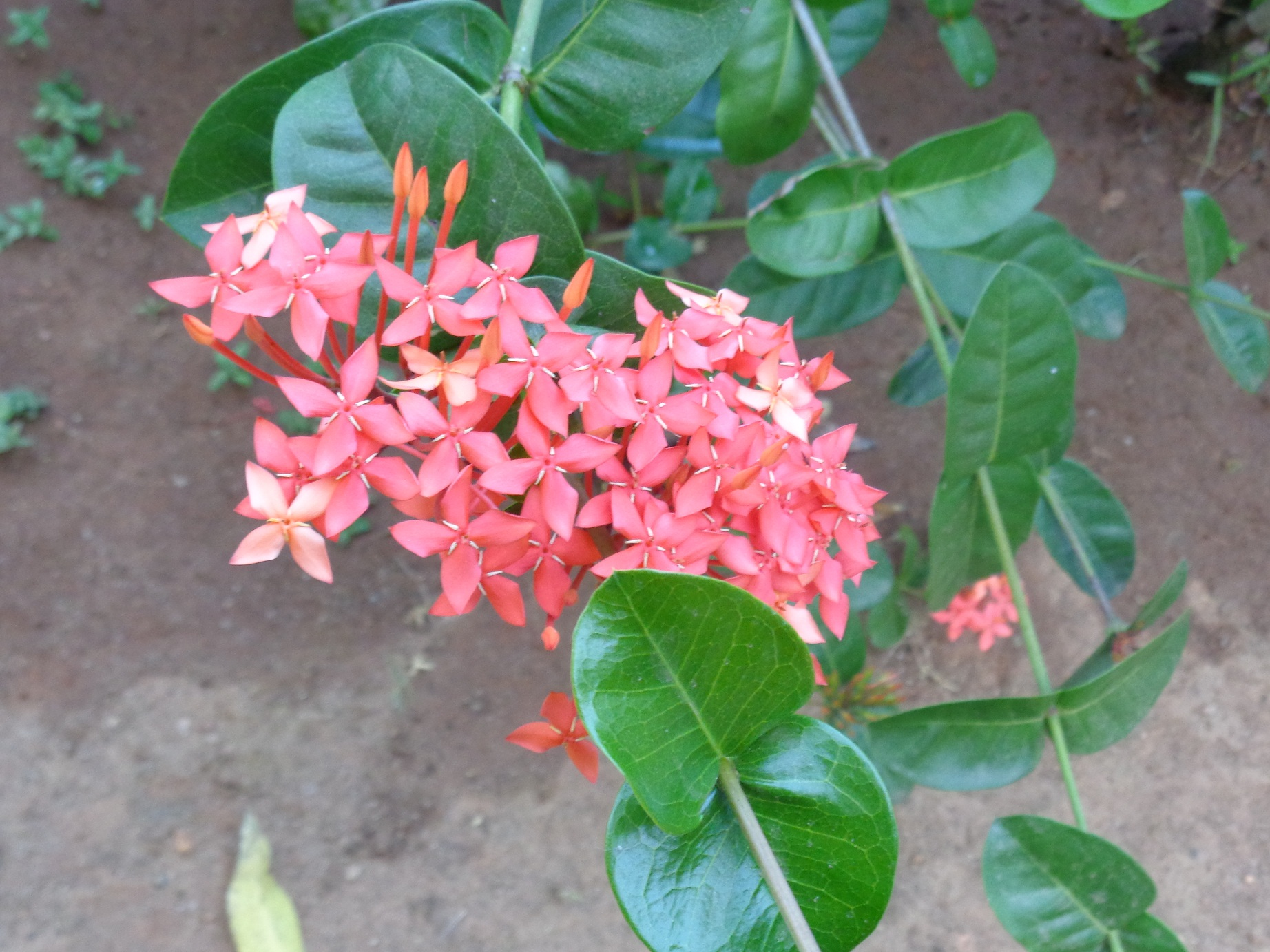
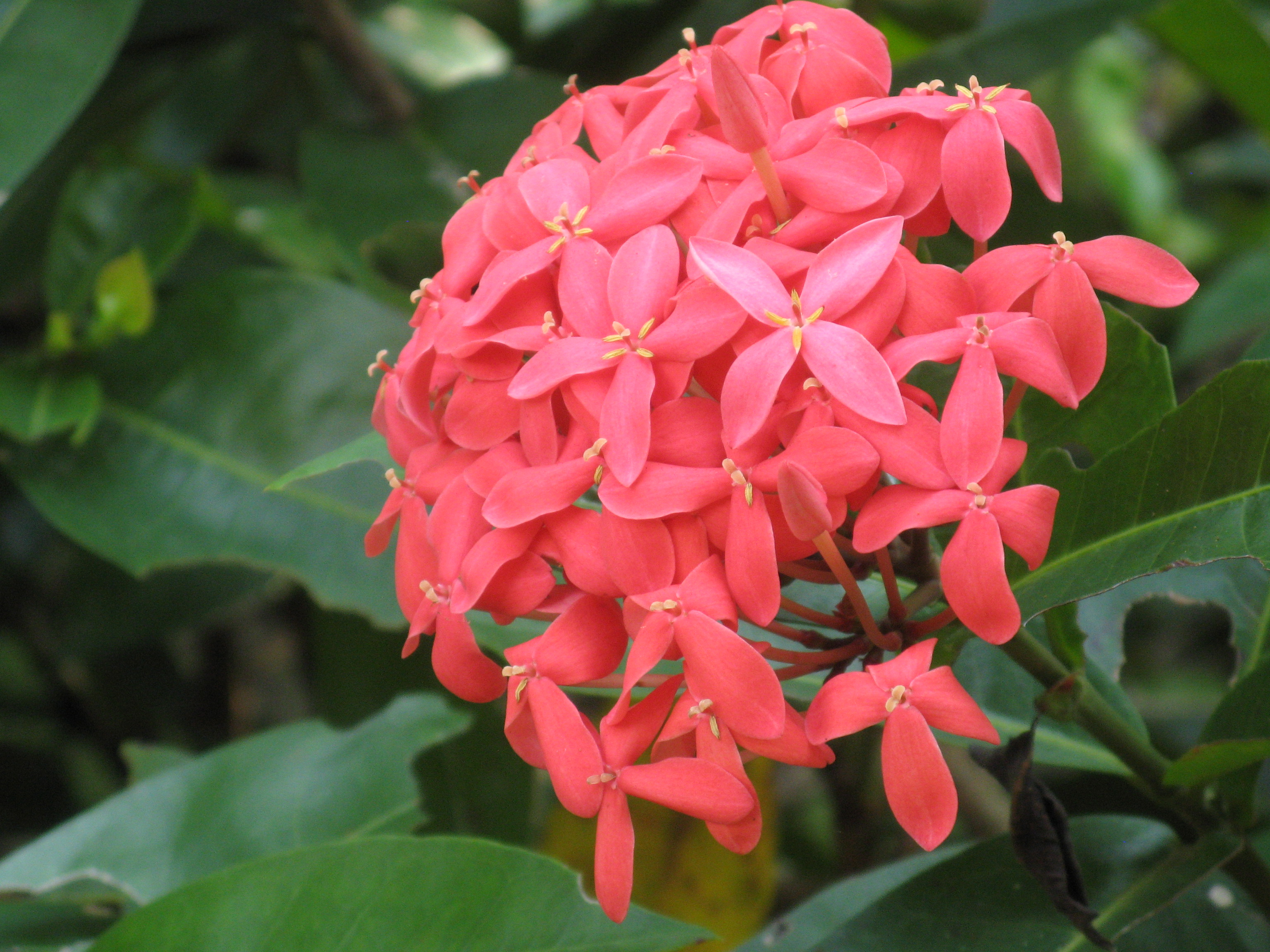
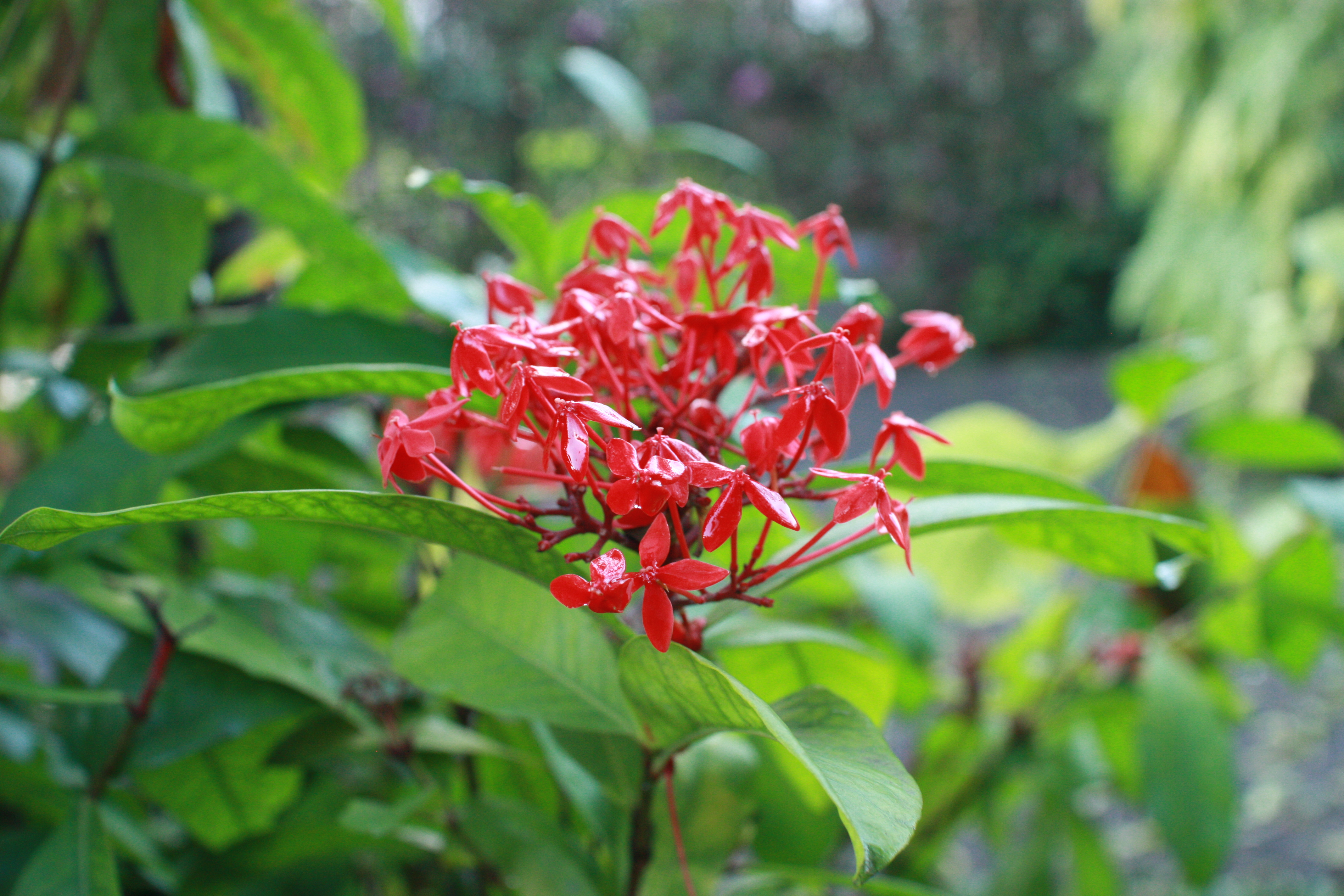
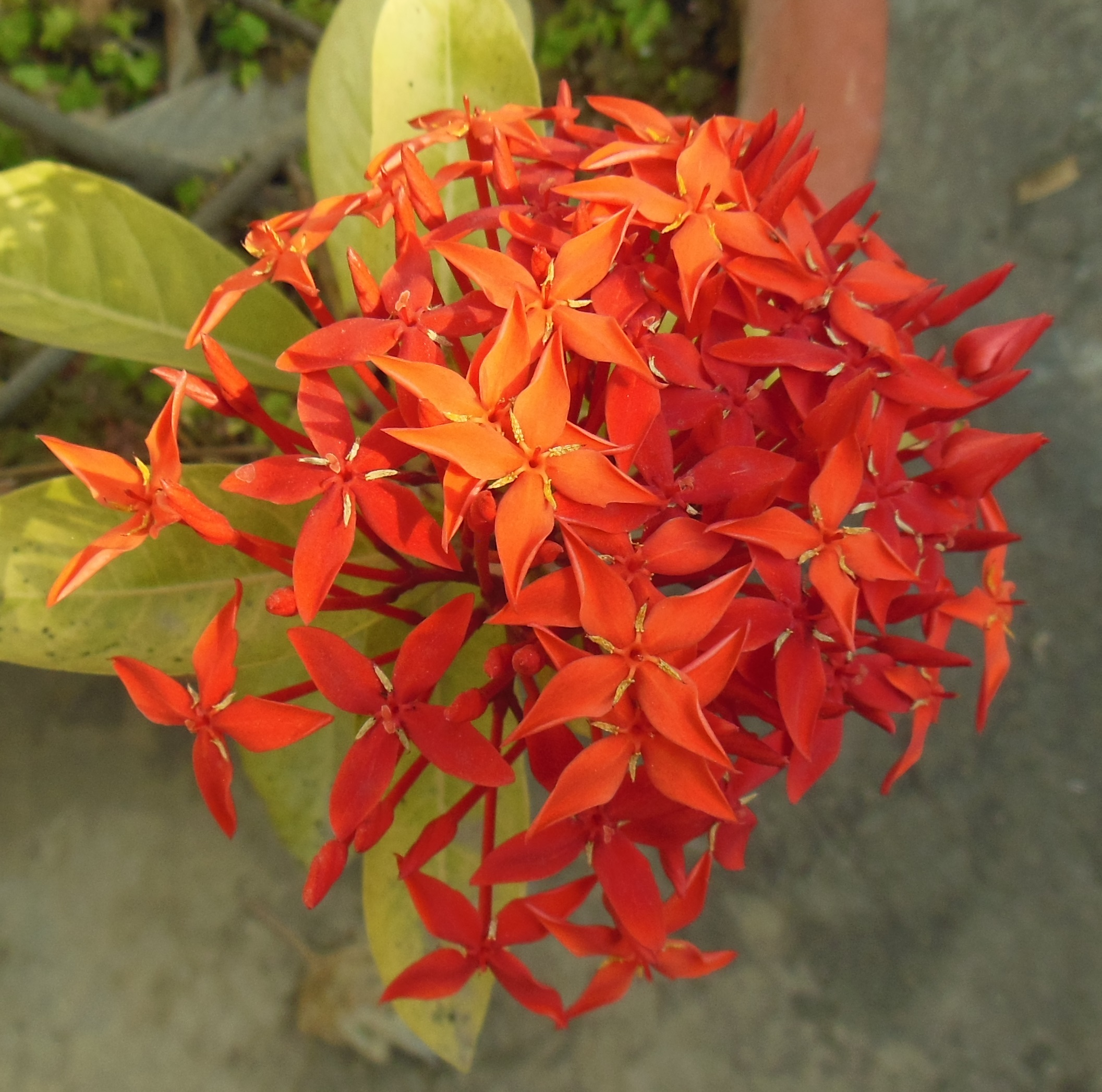
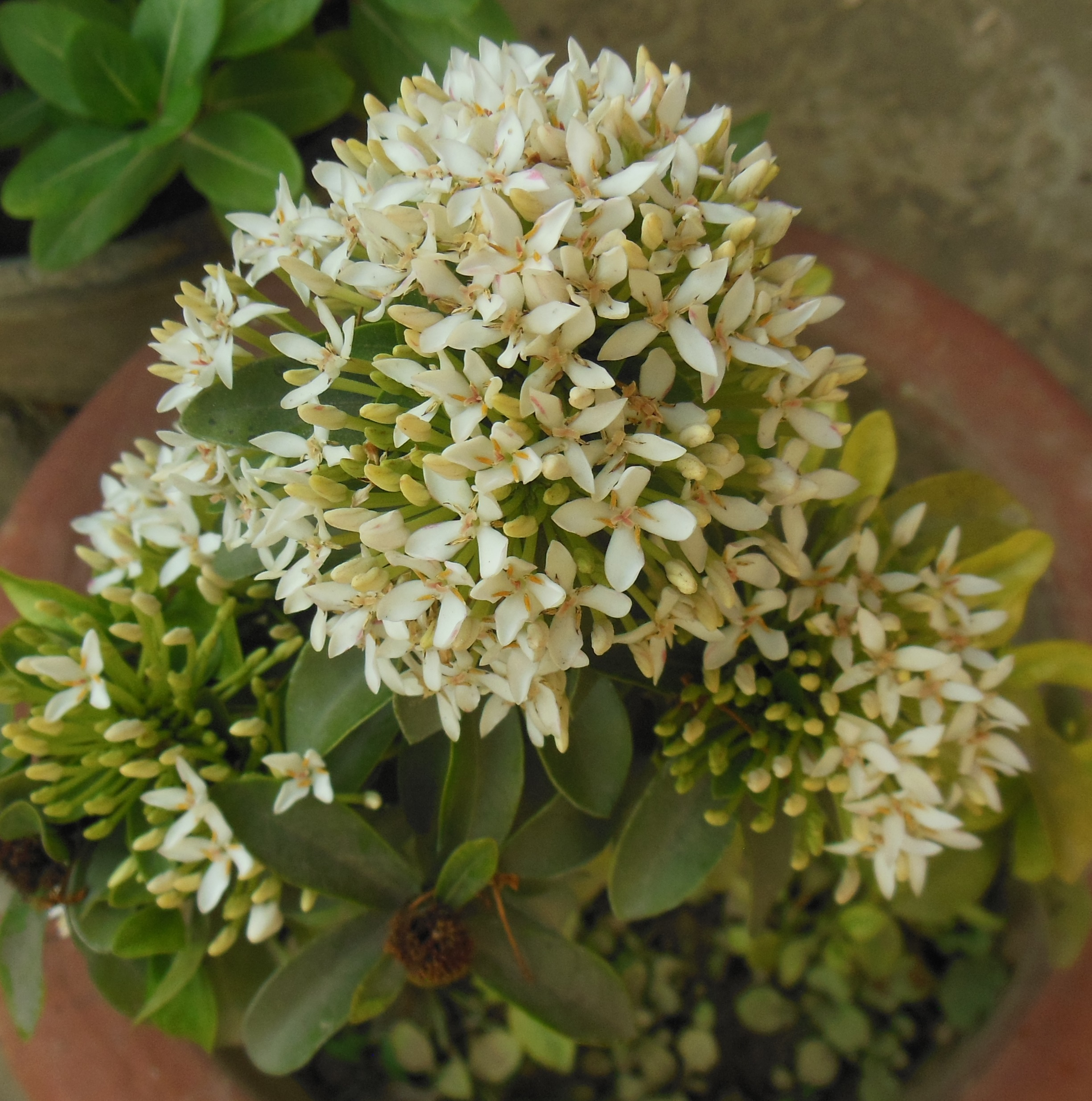
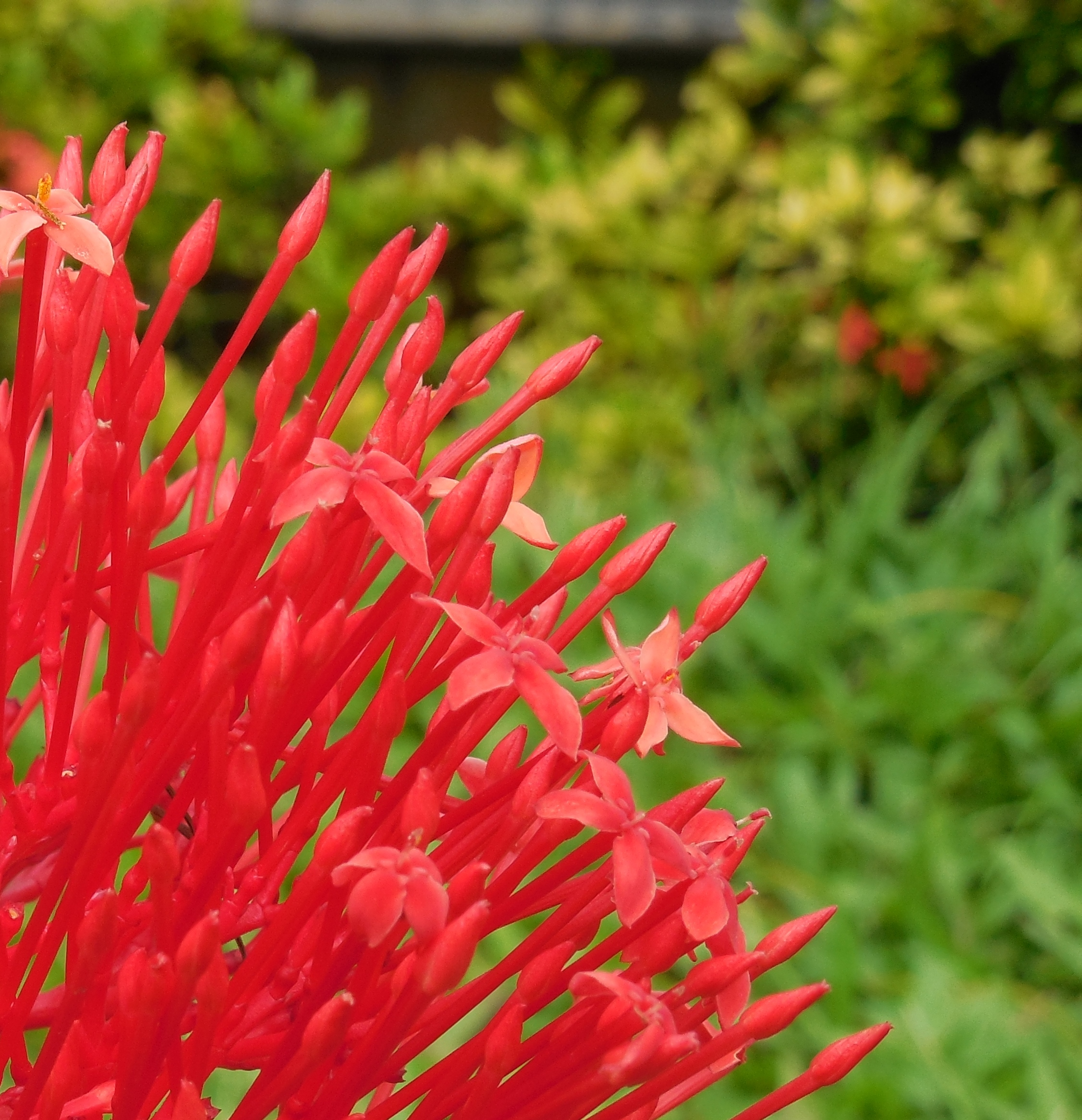
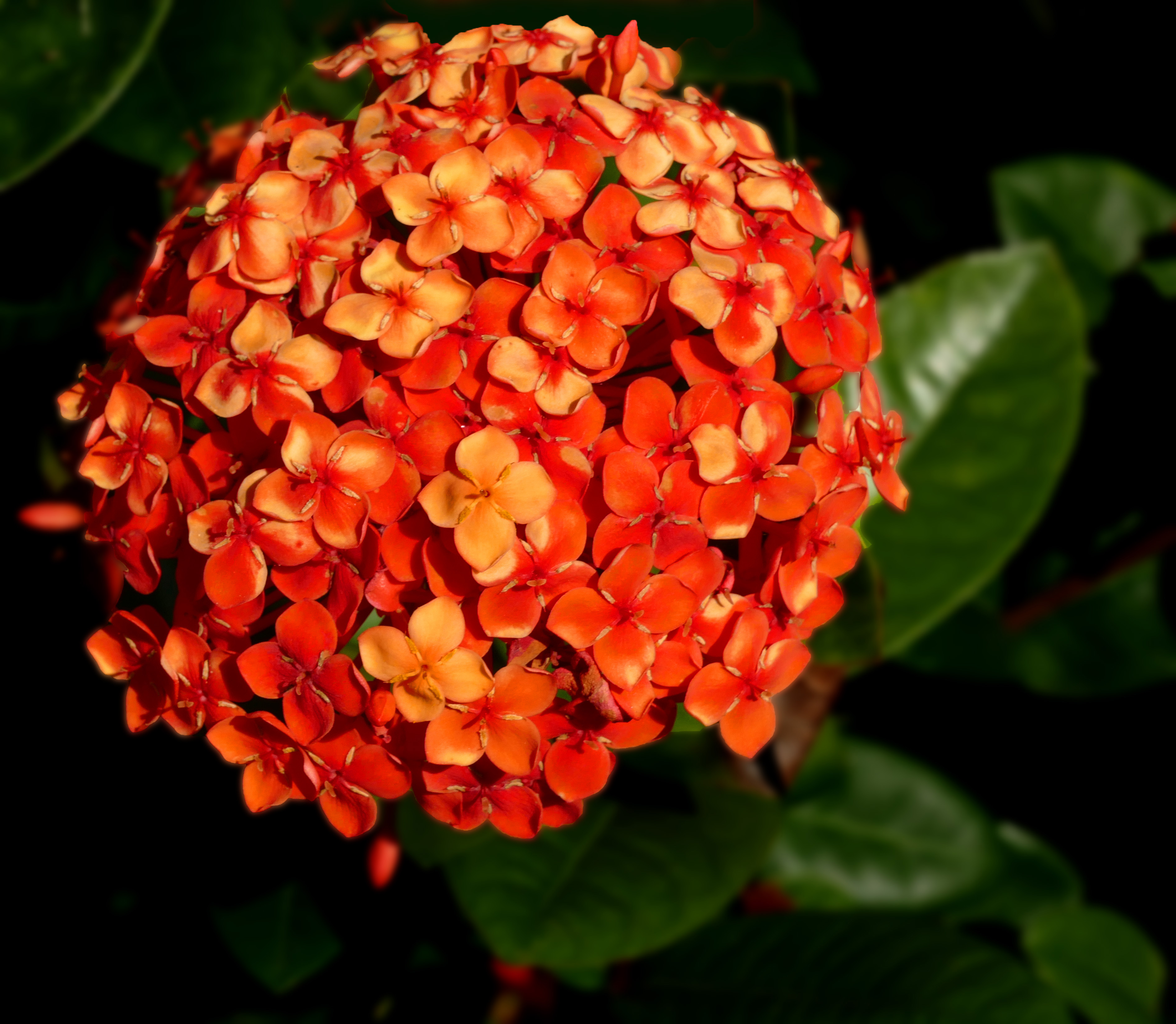
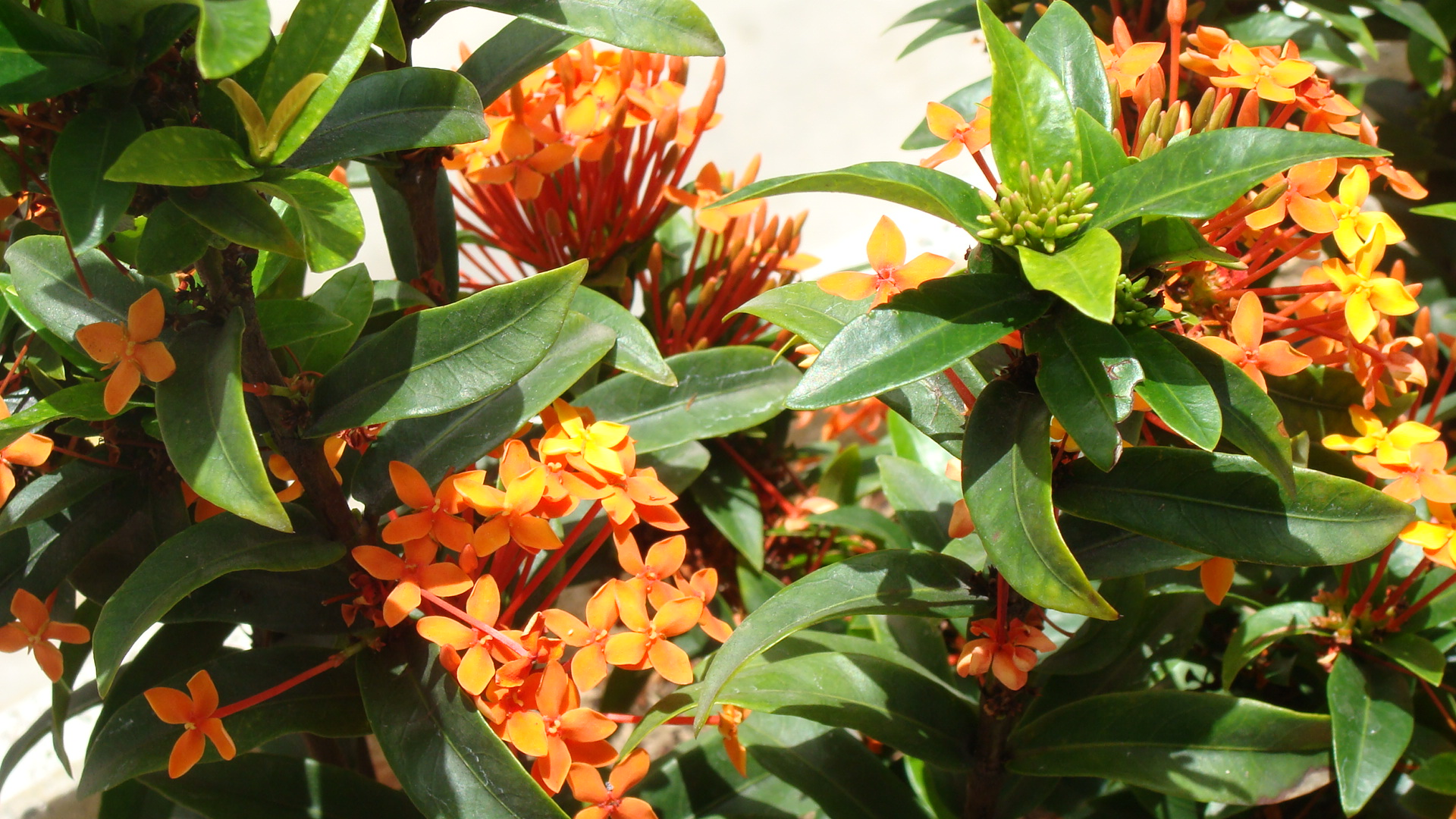